# دکمه (رایانش)

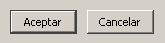
دکمه (رایانش). تصویر توسط آنتونیو پارامو در ۱۹ اوت ۲۰۰۴ ایجاد و در اختیار عموم قرار گرفت.

دکمه (به انگلیسی: Button) در رایانش، به هر عنصر کنترل گرافیکی اطلاق می‌شود، که ساده‌ترین روش جهت اجرای یک رویداد را برای کاربران فراهم می‌کند. برای نمونه می‌توان به دکمه جستجو در موتورهای جستجوی وب اشاره کرد. این اصطلاح گاهی تحت عنوان شستی، کلید فشاری یا دکمه فرمان نیز شناخته می‌شود. دکمه‌ها گاهی برای کنترل عملگرهای رایانه یا در کنترل فرایندها نیز مورد استفاده قرار می‌گیرند.